# Suivi temporel des oiseaux communs
Le programme STOC, Suivi Temporel des Oiseaux Communs, est un programme de science citoyenne de suivi des populations d'oiseaux nicheurs démarré en 1989.
Actuellement, ce suivi est co-conduit par le Muséum national d'Histoire naturelle (MNHN), l'Office Français de la Biodiversité et la Ligue pour la Protection des Oiseaux. Il est généralement effectué par des réseaux locaux d'ornithologues bénévoles et pour partie, des ornithologues professionnelles. Il s'agit pour ces participants de collecter des données sur la présence et l'abondance d'oiseaux nicheurs afin de produire des indices (ou indicateurs) de variation spatiale et temporelle des populations de différentes espèces d'oiseaux communs. Dans le cadre de ce protocole, sont entendues par communes les espèces dont suffisamment de données sont collectées par points d'écoute en début de matinée au printemps. Ainsi, par exemple, la Chouette hulotte, pouvant être considérée comme commune, ne pourra être concernée faute d'être vocalement active à cette période de la journée puisqu'elle est plutôt nocturne.
Les indices de suivis de ce type, déployés sur de grands territoires et à long terme, permettent de suivre les tendances des populations d'oiseaux communs, ce qui est nécessaire à l'élaboration de stratégies de conservation. Le suivi temporel des oiseaux communs fait partie du programme Vigie-Nature, coordonné par le Muséum national d'histoire naturelle (MNHN). D'autres programmes de suivi d'espèces ont été élaborés en s'inspirant de la méthode mise au point pour le programme STOC, notamment le STERF, le STELI ou encore Vigie-Chiro.
Ce suivi est déployé en France et dans certains des territoires d'outre-mer. Ailleurs dans le monde, des suivis comparables existent (voir en Europe et dans quelques pays limitrophes le Pan-European Common Bird Monitoring Scheme, ou en Amérique du Nord, le North American Breeding Bird Survey.
Les données collectées permettent de produire un indicateur environnemental retenu parmi les indicateurs de développement durable par la France, aussi décliné dans l'Observatoire National de la Biodiversité sous la dénomination "évolution des populations des oiseaux communs spécialistes".

## Méthodologie
L'acquisition de données se fait par points d'écoute de 5 minutes durant lesquels des ornithologues inventorient, dénombrent et estiment la distance à l'individu.

### Échantillonnage spatial
Dix sites sont répartis dans des carrés de 2 kilomètres sur 2 kilomètres. Les carrés sont attribués aux participants en sélectionnant au hasard un de ces carrés dans un cercle de 10 kilomètres de rayon autour d'un point désigné par l'ornithologue. Dans le carré choisi, le participant place dix points distants d'au moins 300 mètres les uns des autres et dans des milieux représentatifs de l'occupation du sol du carré proportionnellement à celle-ci. Ainsi, un carré comprenant 40% de boisements et 60% de milieux agricoles se verra doté de 4 points en forêt et 6 points en milieu agricole.

### Échantillonnage temporel
Sur chacun de ces points, le participant fait un point d'écoute de cinq minutes trois fois par an, aux mêmes dates plus ou moins trois jours, par conditions favorables, au mois de mars, entre le 1er avril et le 8 mai et entre le 8 mai et le 15 juin.

### Collecte des données
Durant ces points d'écoute, il estime le nombre d'individus vus (à l’œil nu) ou entendus et la classe de distance à laquelle il se trouve (de 0 à 25 mètres, de 25 à 100 mètres, de 100 à 200 mètres, plus de 200 mètres ou vu en vol de passage).

## Résultats
Le programme STOC a permis de collecter prêt de cinq millions d'observations dans la version du protocole actuelle, c'est-à-dire depuis 2001. Outre les indicateurs mentionnés plus haut, les données du STOC ont été mobilisées dans la production d'articles et de thèses en écologie portant sur les facteurs de déclin (intensification agricole, réchauffement climatique, ...), l'évaluation des politiques publiques (Natura2000, Réserves Naturelles, ...), ou encore en écologie fondamentale (homogénéisation biotique, ...).